# Thomasteich
Der Thomasteich ist ein See bei Mühlhausen in Thüringen.

## Lage
Der See liegt rund einen Kilometer südwestlich von Mühlhausen, südlich des Schwanenteiches auf der Thomaswiese. Im Süden befindet sich das Hofgut Weidensee. Dem Thomasteich entspringt der Felchtaer Bach, welcher der Unstrut zufließt.

## Beschreibung
Der Thomasteich wurde im Jahre 1607 im Quellgebiet eines Baches ausgehoben. Als 1901 auf einem kleinen Hügel nordöstlich des Teiches die Thomasquelle entstand, wurde er zusätzlich mit Karstwasser verstärkt. Deshalb sind heute im Seewasser vereinzelt Tannenwedel zu erkennen. Der Thomasteich wurde als Flächennaturdenkmal ausgewiesen und ist Eigentum des Anglervereins Mühlhausen. Der Unstrut-Werra-Radweg führt von Mühlhausen direkt am Teich vorbei.

## Flora und Fauna
Die westlichen Ufer des Teiches werden von einer durchgängigen Schilfzone gesäumt. Dieses Gebiet darf während der Vegetationsperiode und Brutzeit nicht betreten werden. Der Thomasteich ist als Brut- und Nahrungs-Habitat für zahlreiche Wasservogelarten von Bedeutung. Er dient auch einer individuenstarken Population der Erdkröte als Laichgewässer. Überwinterungsgebiet ist jedoch überwiegend der Mühlhäuser Stadtwald. Folgende Fischarten sind nachgewiesen: Karpfen, Schleien, Karauschen, Brassen, Giebel, Graskarpfen, Marmorkarpfen, Silberkarpfen, Hechte, Barsche, Aale und verschiedene Weißfischarten.